# Chiesa della Sacra Famiglia (Alcamo)
La chiesa della Sacra Famiglia (chiamata anche Chiesa Mezza o Culliggeddu, per via delle sue dimensioni modeste) è una chiesa ubicata ad Alcamo (in provincia di Trapani) al piano terra dell'ex collegio dei Gesuiti, in particolare sotto l'ala del collegio che domina piazza Ciullo.

## Storia

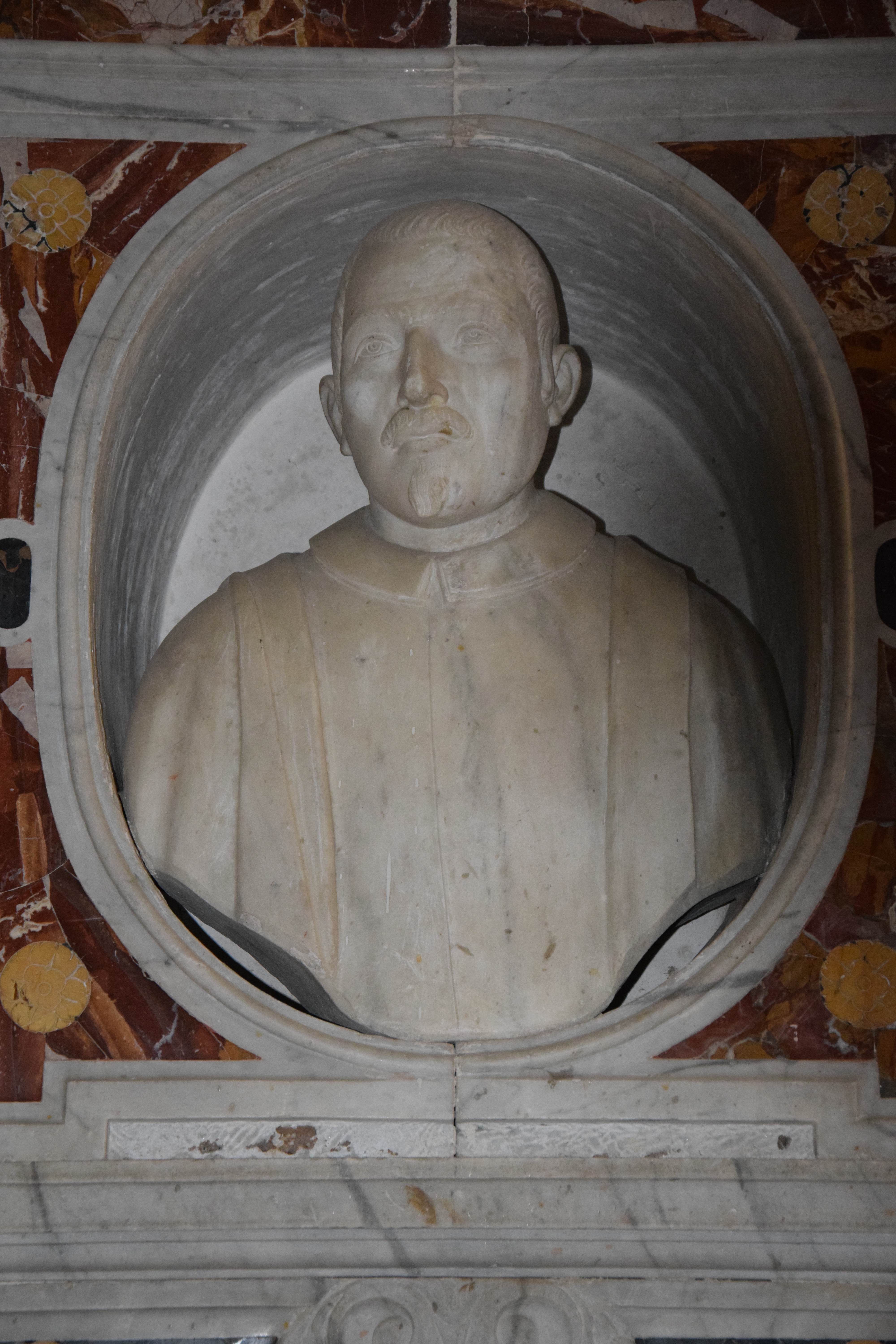
Padre Vincenzo Abbati, fondatore della chiesa della Sacra Famiglia.

La costruzione della chiesa si deve a padre Vincenzo Abbati, scomparso nel 1654. Dopo la sua morte, il suo corpo venne seppellito prima nella chiesa dello Stellario e poi traslato all'interno della chiesa del Gesù dopo che fu ultimata.
Il 25 aprile 1745 fu costituita all'interno della chiesa la congregazione della Madonna del Lume (detta anche dei borghesi, cioè piccoli possidenti terrieri), rivolta solo agli uomini. Secondo le cronache del tempo, i congregati si riunivano ogni domenica al vespro. La congregazione fu abolita con decreto reale il 28 luglio 1770.
La chiesa venne gestita dall'Ordine dei Gesuiti fino alla loro espulsione, avvenuta nel 1860. Successivamente (più precisamente a partire dal 1866, in concomitanza con l'eversione dell'asse ecclesiastico) la gestione della chiesa passò alla congregazione della Sacra Famiglia, che era stata fondata all'interno del collegio dei Gesuiti il 15 novembre 1824 da padre Domenico Maria Lo Jacono, che ne fu direttore e catechista. Dopo l'espulsione dei gesuiti, sembra inoltre che la congregazione della Madonna del Lume si fosse trasferita nella chiesa di Santa Maria del Soccorso.
Nel 1901 venne fondata nella chiesa la congregazione femminile della Madonna del Lume, che si trasferì nel 1942 in una cappella della chiesa madre, dove sull'altare è collocata una tela dedicata alla Madonna del Lume di Giuseppe Renda. La festa della Madonna del Lume ad Alcamo veniva celebrata la quinta domenica dopo Pasqua, cioè due settimane dopo quella del Patrocinio.
Nel 1947 monsignore Giuseppe Barone fu nominato rettore. Sotto il suo operato furono apportati molti lavori di ammodernamento.
La chiesa fu chiusa nel 1968, a causa dei danni subiti durante il terremoto del Belice. Successivamente venne svolto il restauro e la pulizia della chiesa grazie al finanziamento di Nicolò Cassarà, a cui seguì la riapertura della chiesa.

## Descrizione e opere
La chiesa si presenta a navata unica con tre altari: un altare maggiore (in marmo bianco adornato da colonne di stucco rosso, del 1860 circa) e due altari laterali (in marmo policromo, realizzati ed inaugurati nel 1937):
- Sull'altare maggiore fino al 1952 si trovava la tela del pittore alcamese Giuseppe Renda (1772-1805), conservata adesso in sagrestia e sostituita in quell'anno da una statua lignea della Sacra Famiglia, opera della ditta Luigi Santifaller di Ortisei (Bolzano) e dono dell'alcamese Nicolò Cassarà. Per tale ragione è stata trasformata la parete, costruendovi una nicchia ovale, dove essa è stata posta e abbellendola di altre due colonnine in stucco rosso simili a quelle già esistenti. In una custodia marmorea posizionata sotto l'altare maggiore si trovano le reliquie di san Benedetto il Moro, san Paolino da Nola, e san Casimiro.
- Sull'altare di sinistra si trova un crocifisso di autore ignoto (che secondo la tradizione si trovava nella soffitta dell'ex collegio dei gesuiti), restaurato nel 1901.
- Sull'altare di destra la tela della Madonna del Lume[3] (di autore ignoto, collocata sull'altare nel 1740), anch'essa restaurata nel 1901. In un'immagine del 1969 si notano attaccate alla tela la corona d'argento della Madonna, del Bambino e altri ornamenti argentei: due orecchini, una collanina e una spilla.

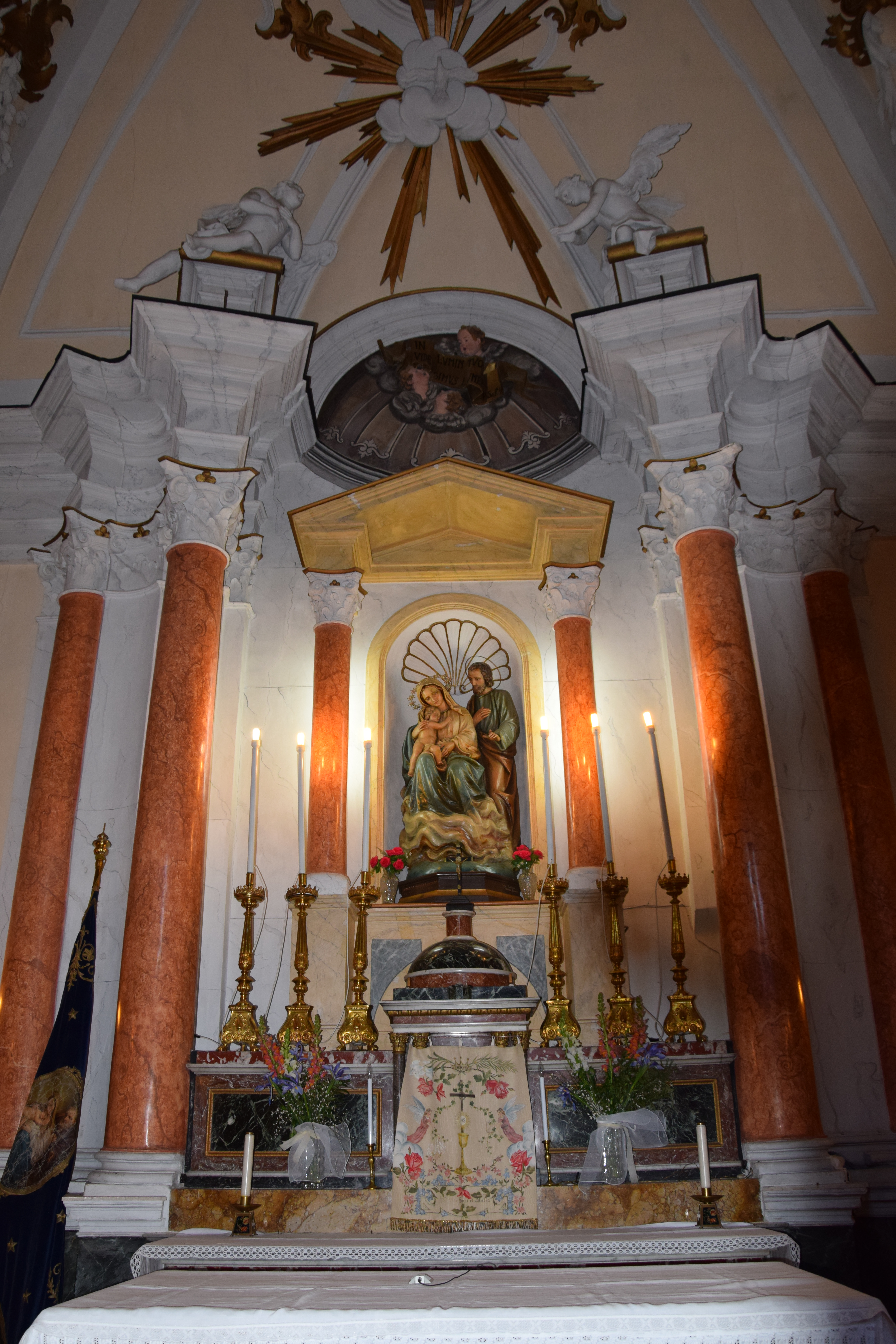
Altare maggiore
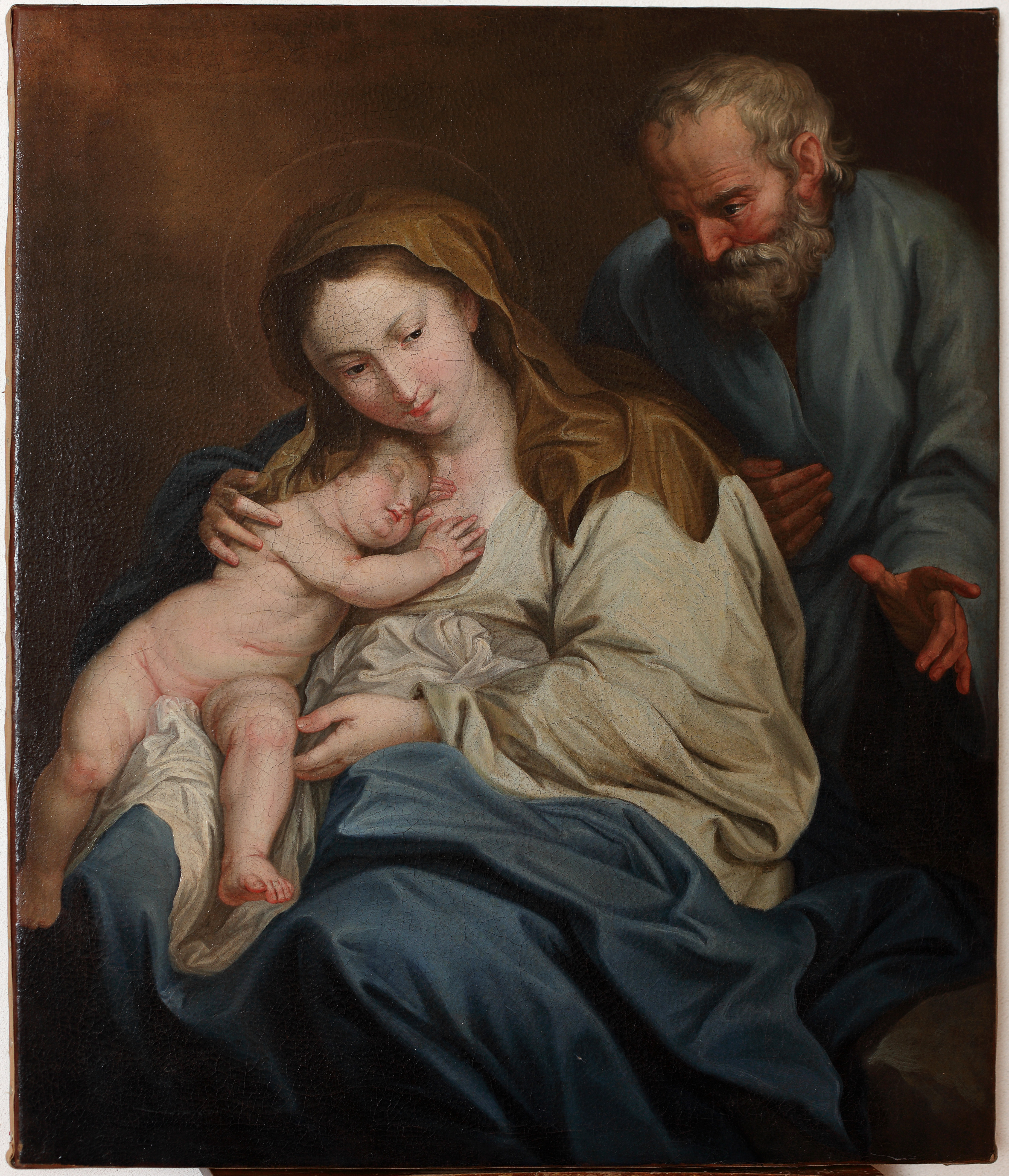
Dipinto su tela della Sacra Famiglia (conservato in sagrestia)
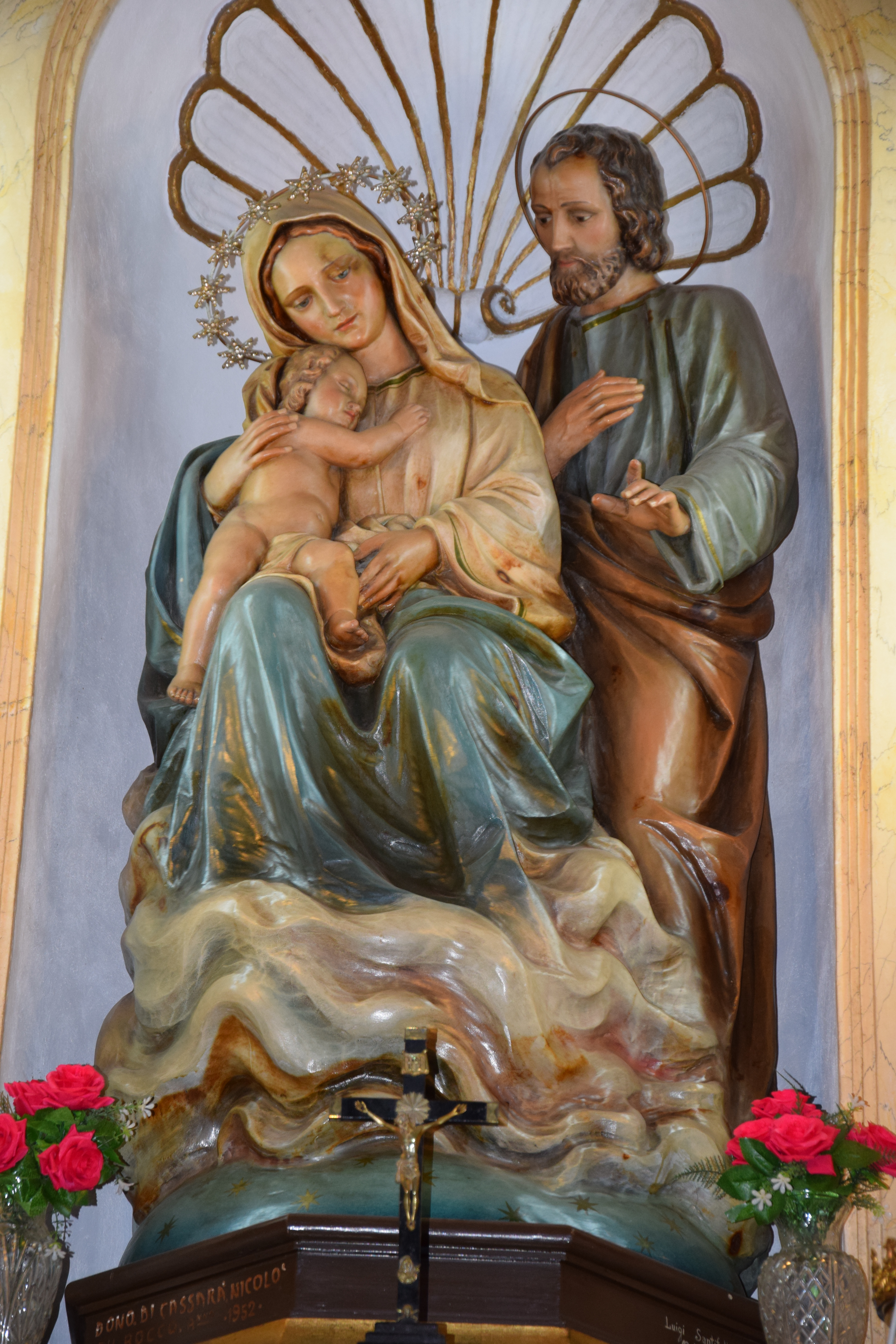
Statua della Sacra Famiglia sull'altare maggiore
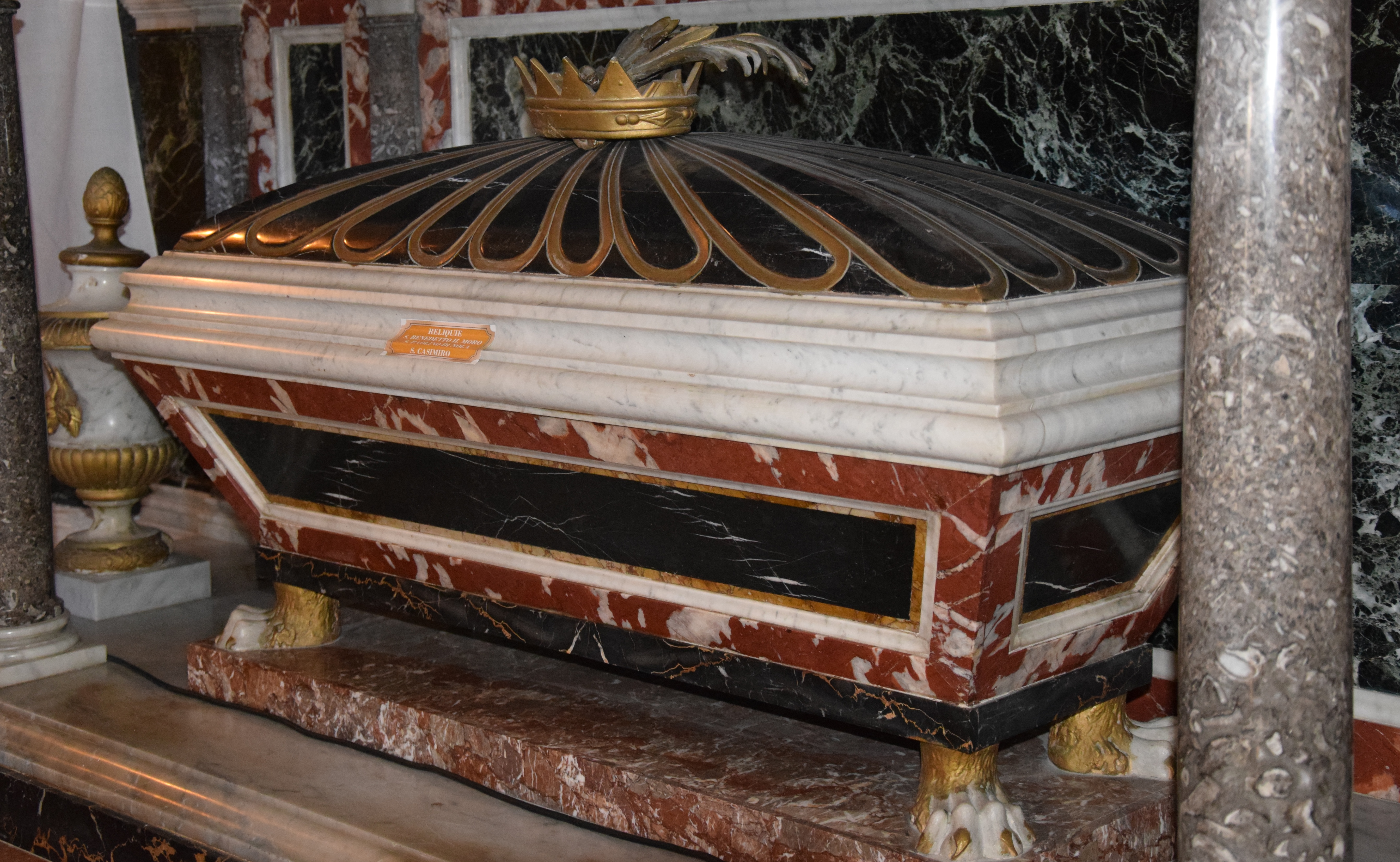
Custodia marmorea sotto l'altare maggiore
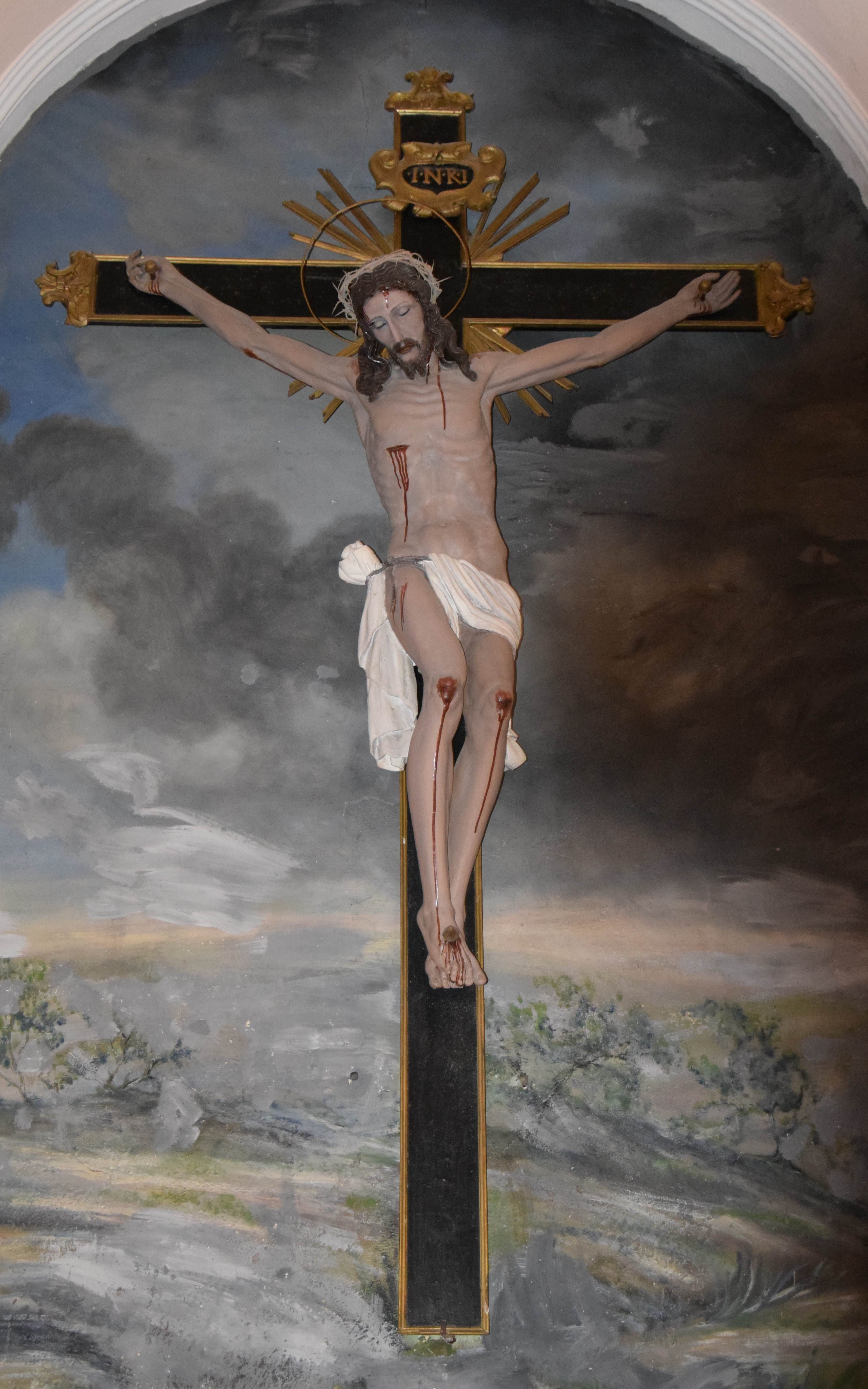
Crocifisso
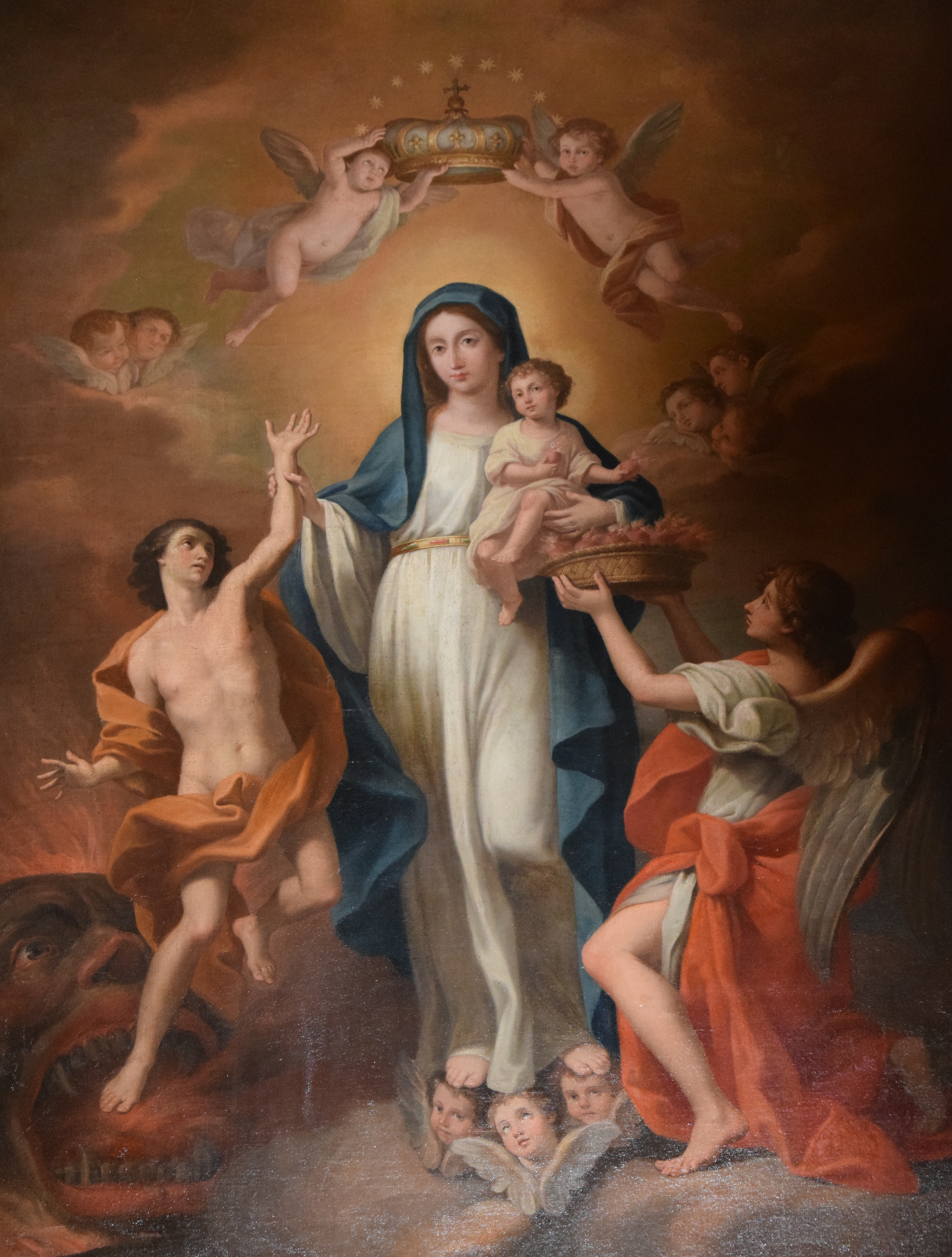
Dipinto della Madonna del Lume

A destra dell'altare maggiore si trova la "cappella della Passione" (costruita per volere della congregazione del Santissimo Crocifisso), dove sono collocate le statue di Gesù che prega nell'Orto degli Ulivi, l'Addolorata, Gesù Flagellato legato alla colonna e nel piano inferiore Gesù morto, provenienti da un gruppo di statue che prima erano custodite nella ex chiesa di Santa Maria dello Stellario.
Accanto si trova un quadro rappresentante San Michele arcangelo, al quale padre Pugliese accendeva le candele affinché allontanasse la pioggia durante la festa del Patrocinio, che si svolgeva la quarta domenica di Pasqua, in occasione della quale si offriva un pranzo alle famiglie povere in piazza Ciullo.

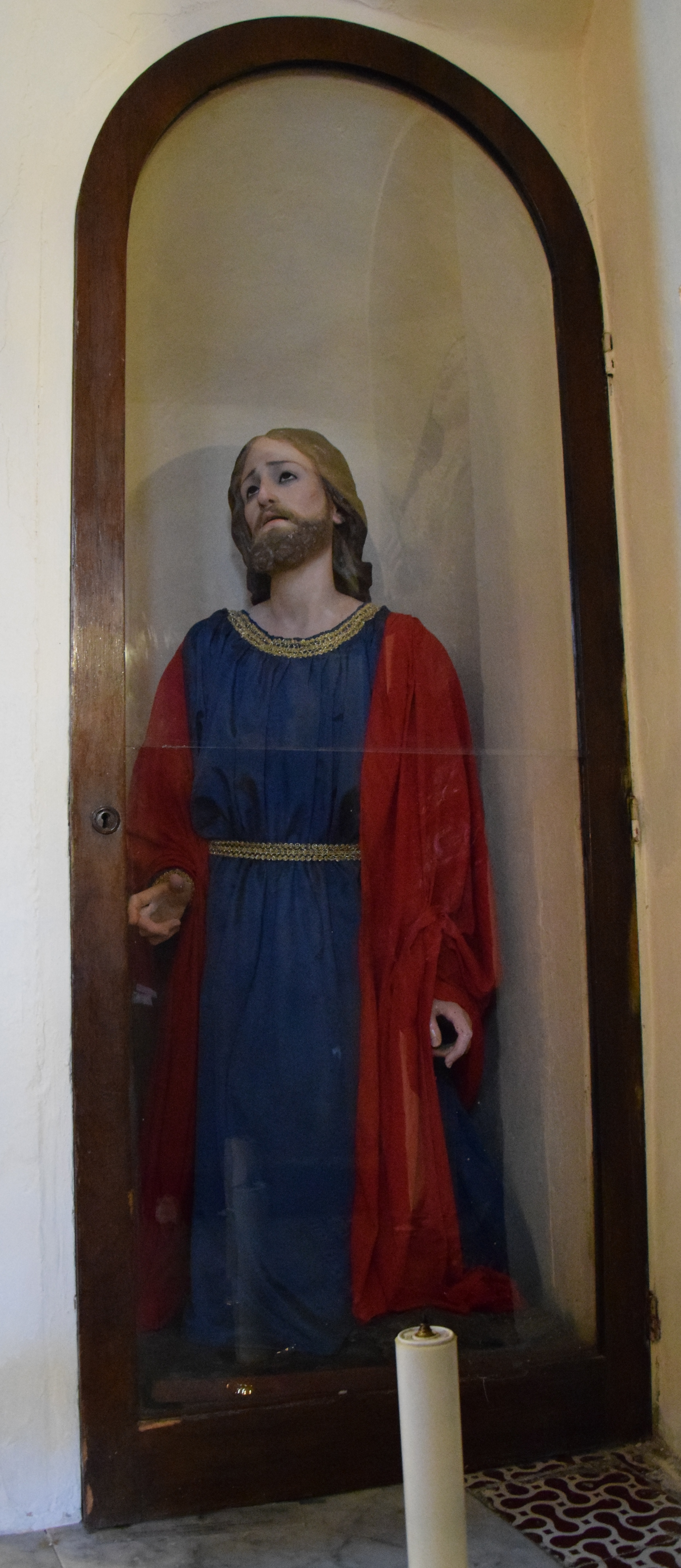
Gesù che prega nell'Orto degli Ulivi
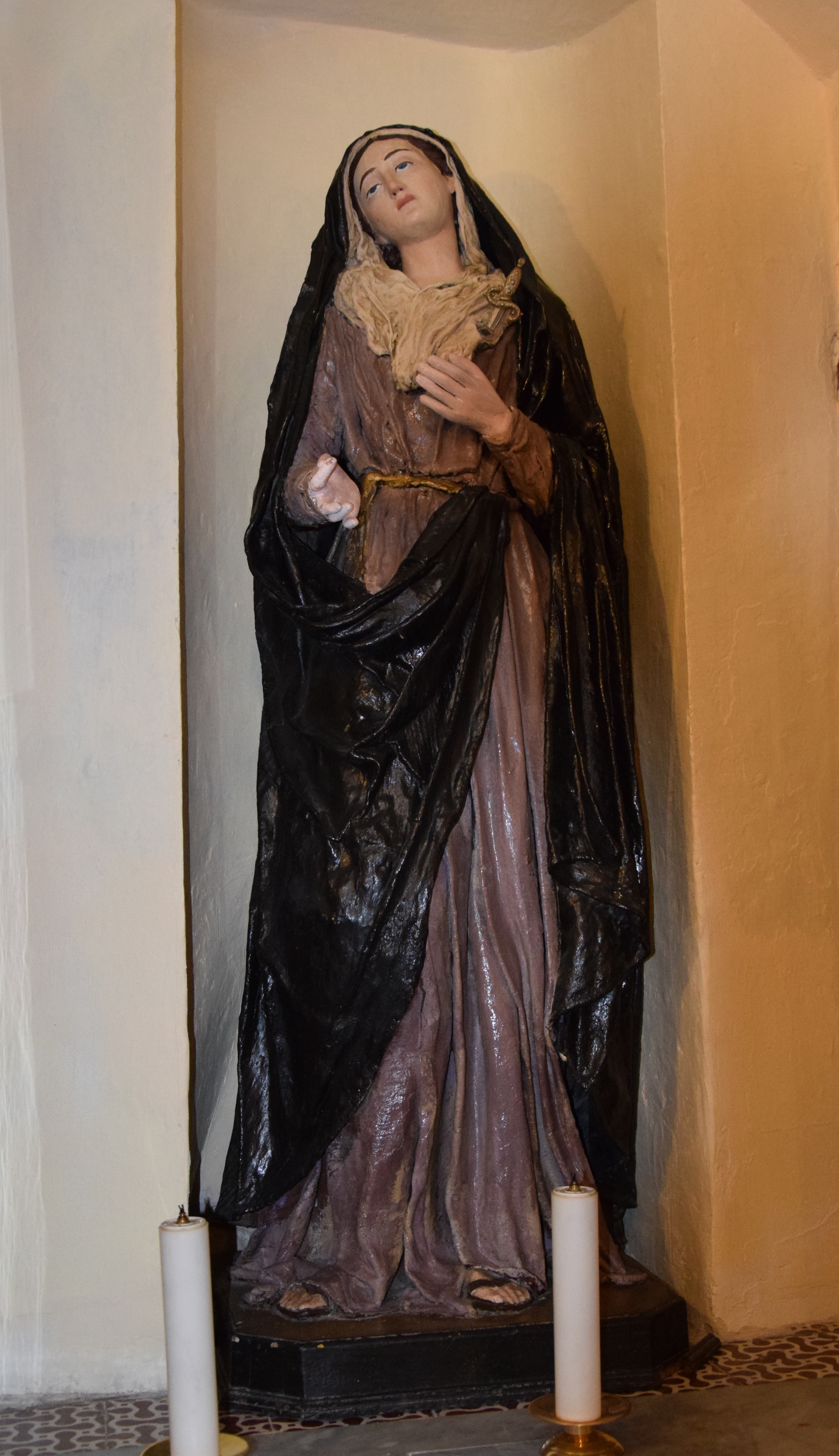
L'Addolorata
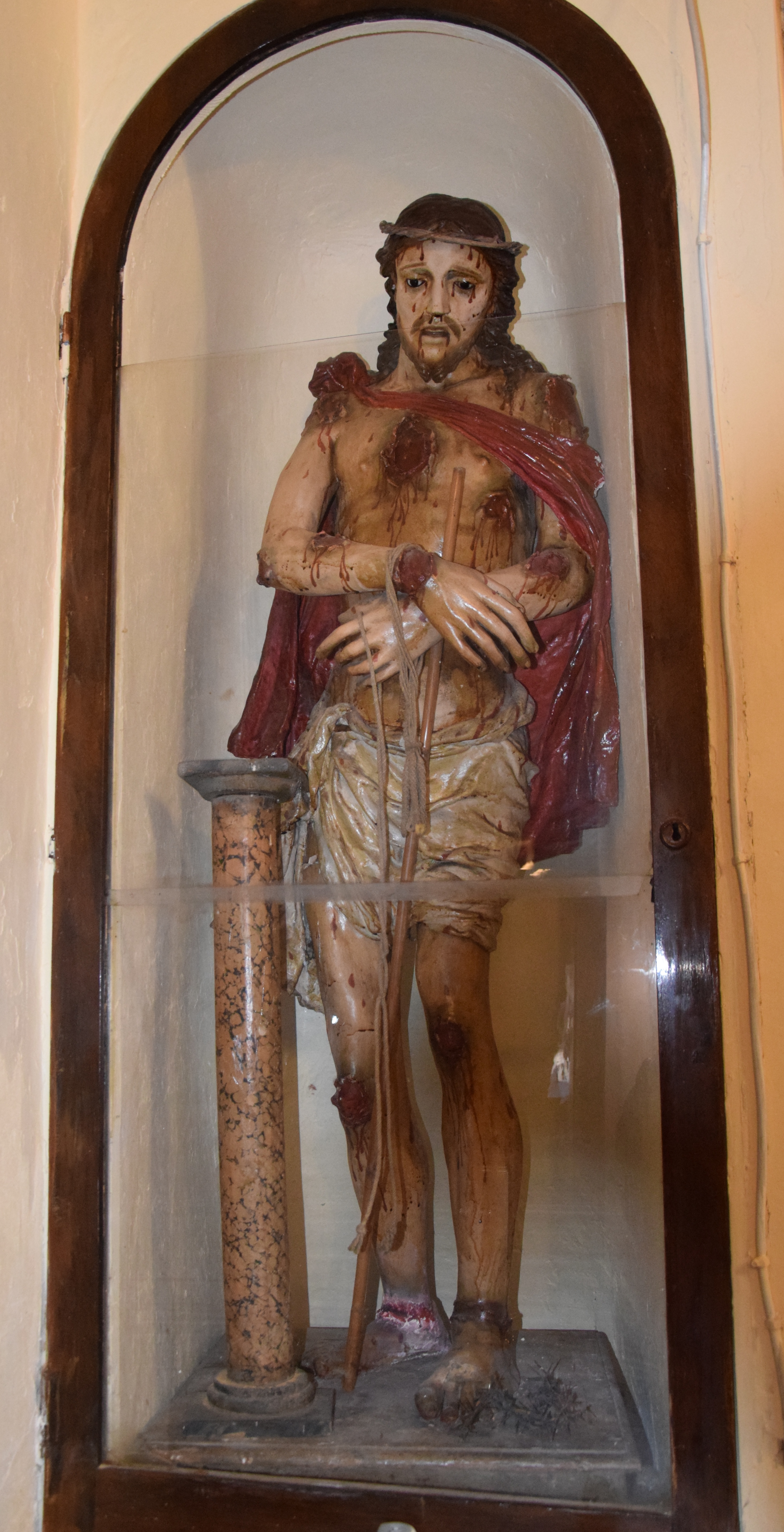
Gesù Flagellato legato alla colonna
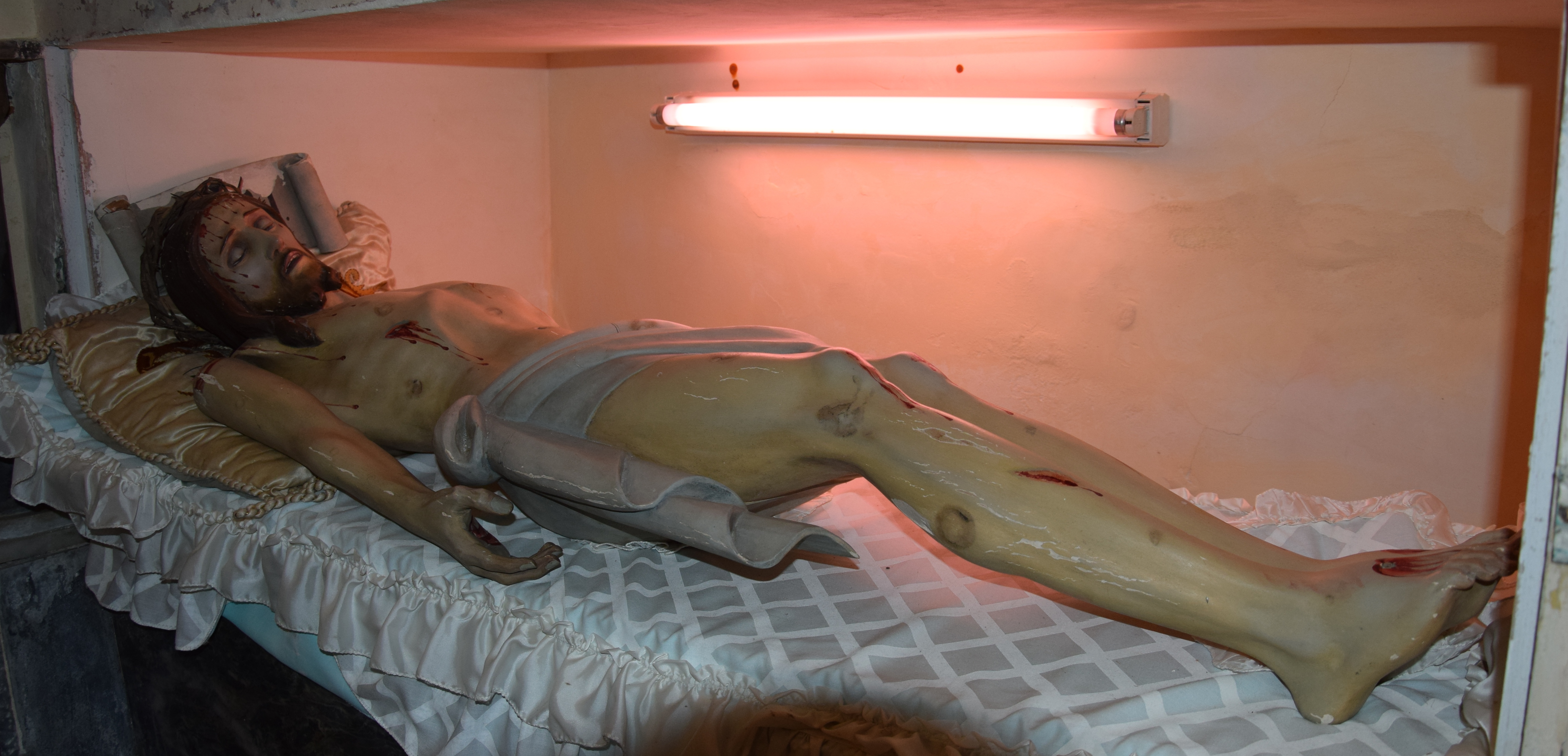
Gesù morto
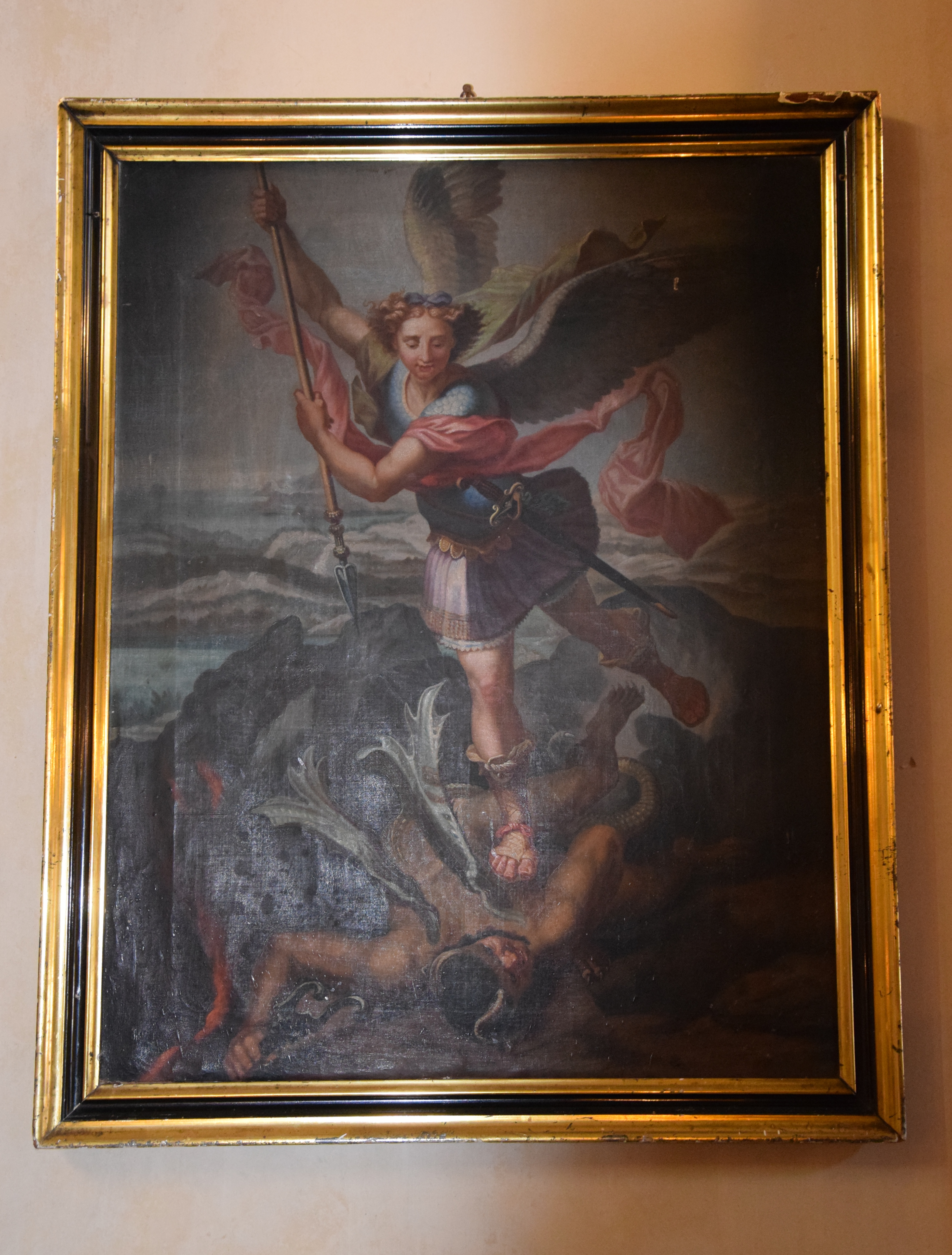
San Michele arcangelo

Sulle pareti laterali si trovano quattro tele ovali del partinicese Gioacchino Speciale (1923-2004), realizzate nel 1955 in sostituzione di altre malridotte:
- la Presentazione di Gesù al Tempio
- l'Annunciazione
- lo Sposalizio della Vergine
- la Fuga in Egitto.

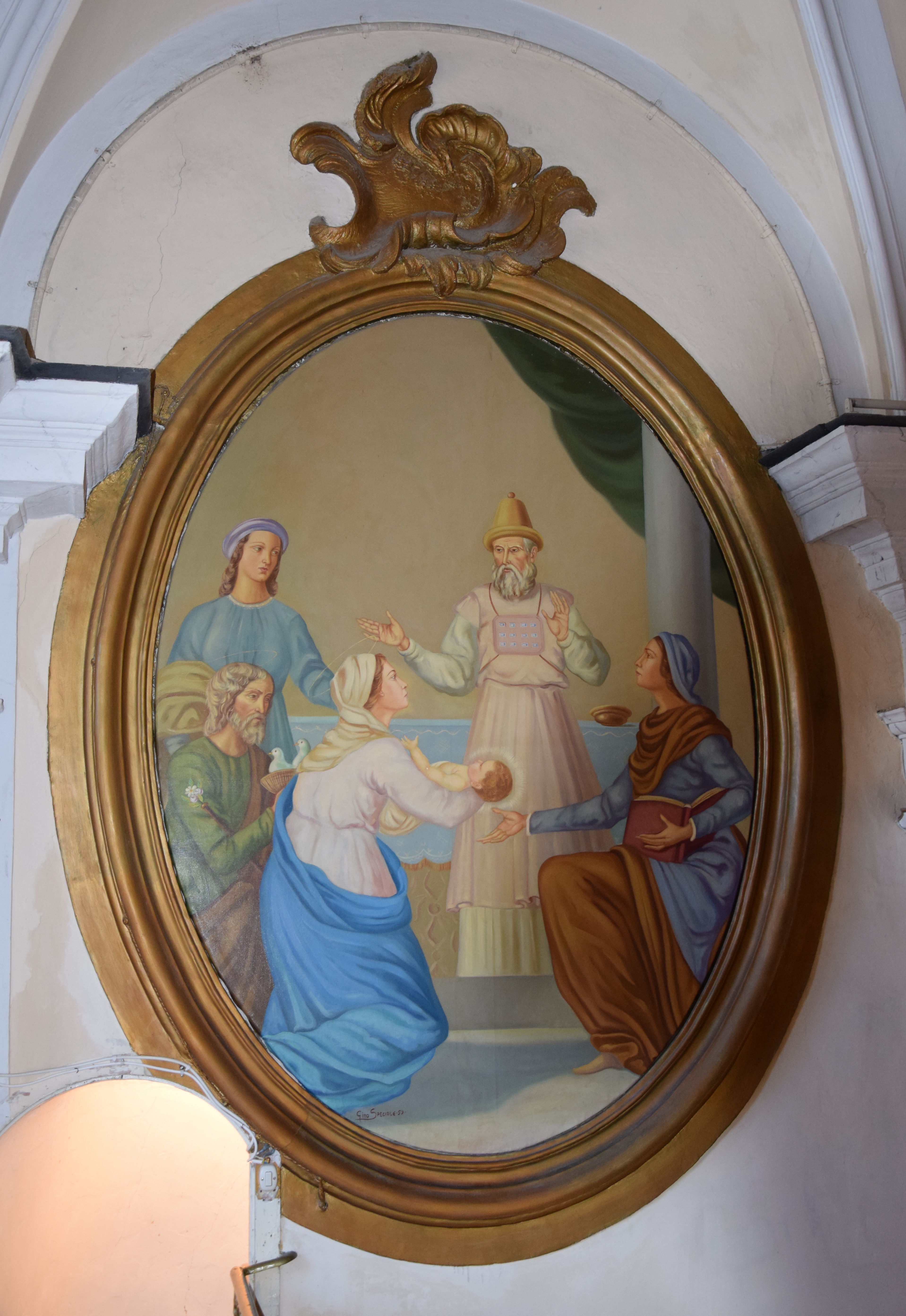
Presentazione di Gesù al Tempio
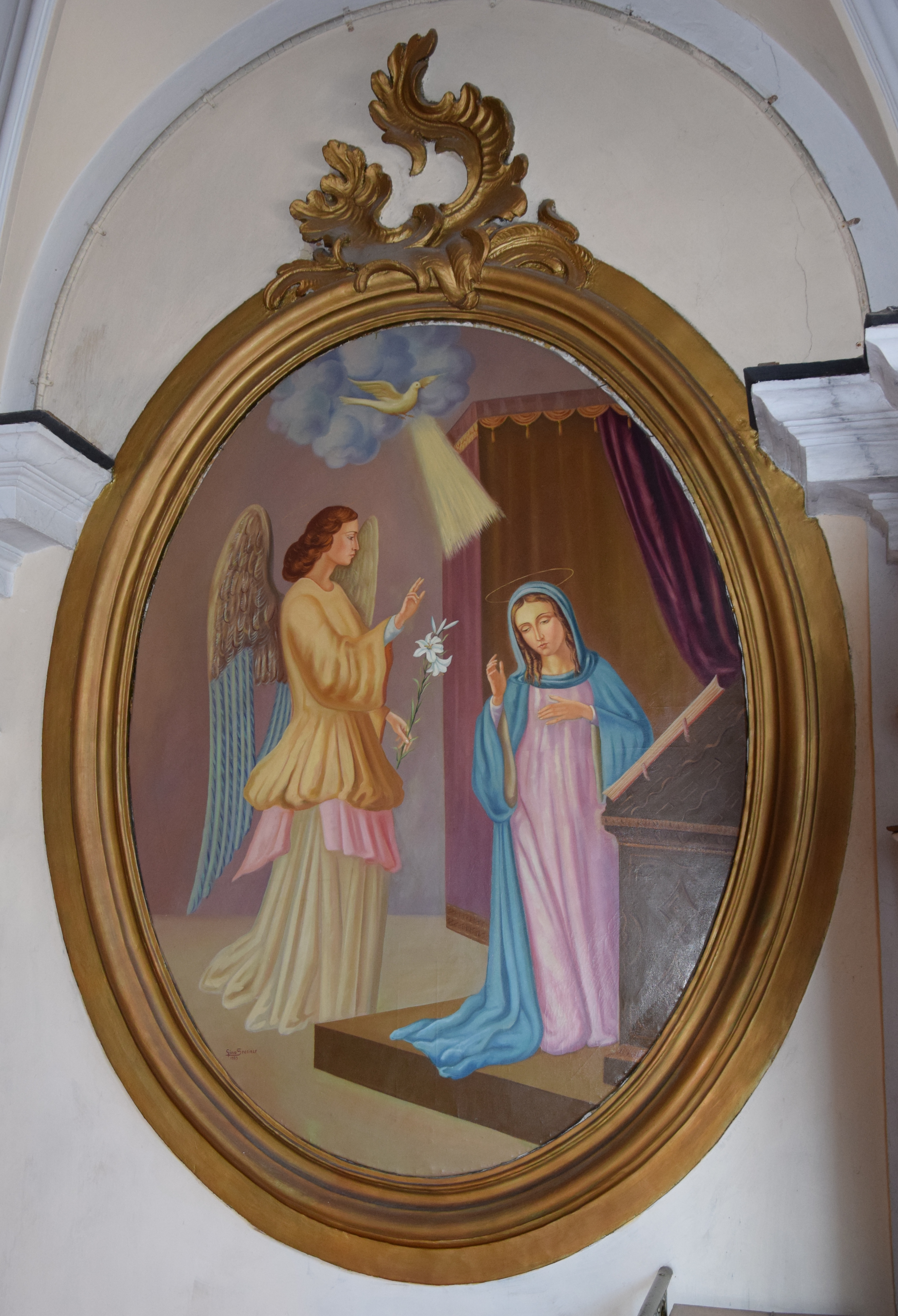
Annunciazione
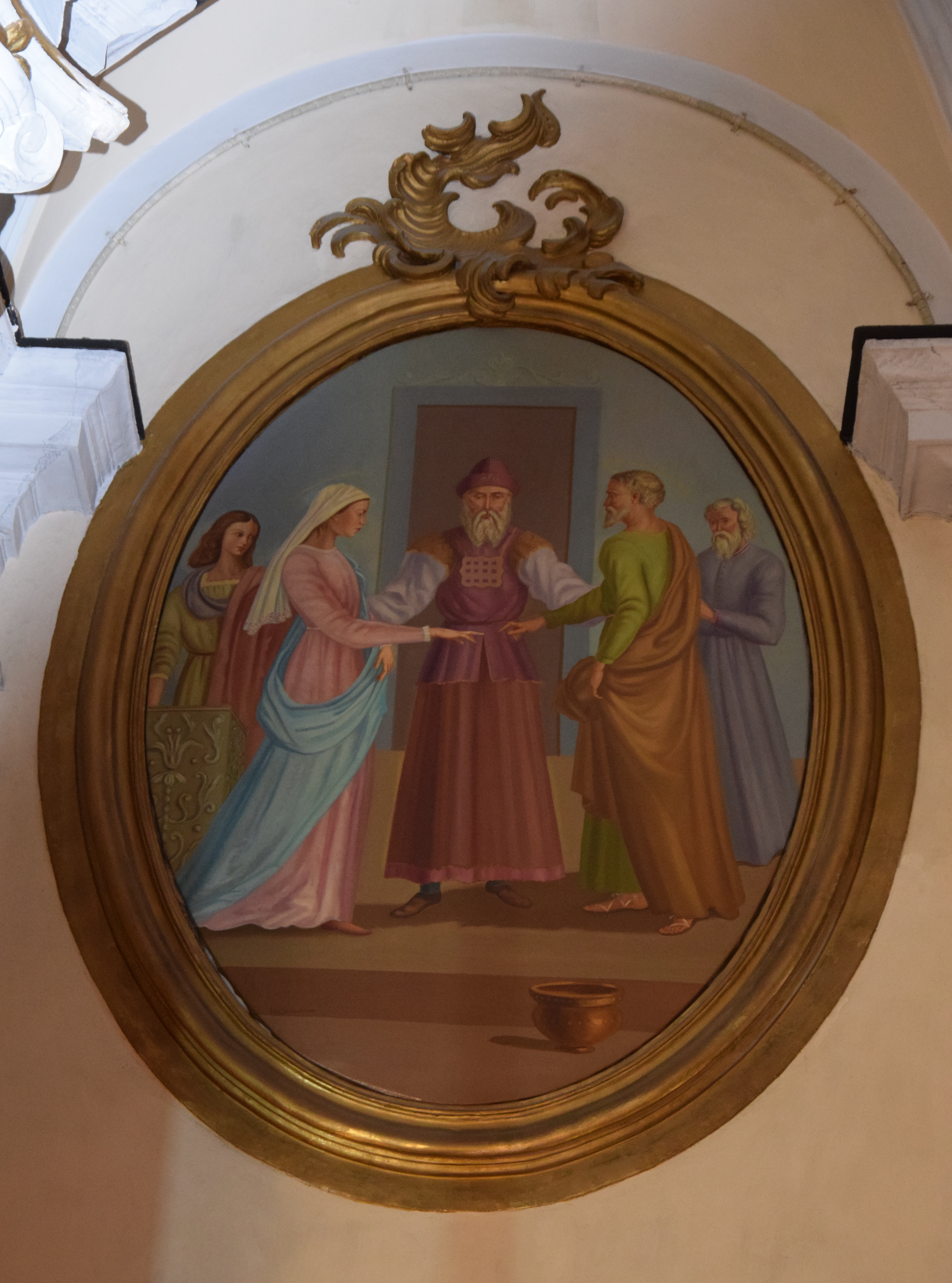
Sposalizio della Vergine
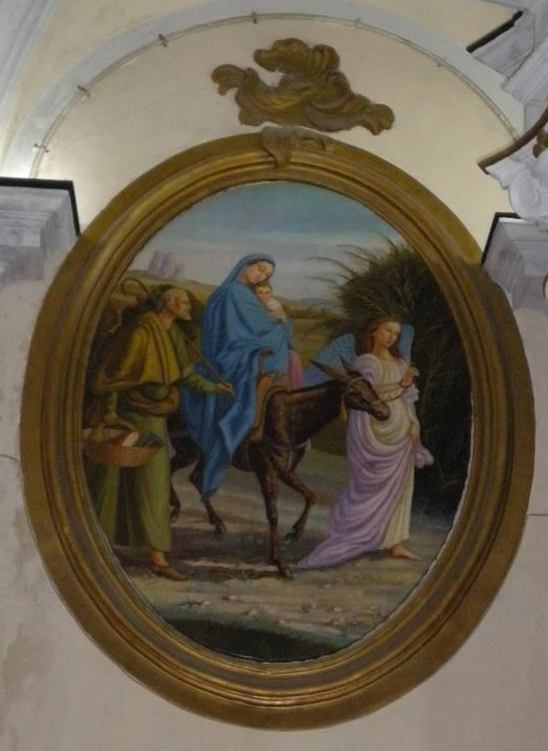
Fuga in Egitto

Sulla volta è raffigurata l'Ascensione al cielo di Maria e suo figlio Gesù (di autore ignoto).
Al 1926 risale il pulpito in legno decorato a intaglio, dove sono scolpiti gli attrezzi del falegname (tenaglia, martello, e sega) su ambedue i lati e sul frontone lo stemma di San Giuseppe, cioè sole, stelle e spighe visti nel sogno di Giuseppe il Giusto, il tutto sormontato da un padiglione in legno intonato allo stile. Lo stesso anno tale pulpito ha vinto il primo premio in un'esposizione a Montecatini. Ad esso si accedeva tramite una scaletta in legno esterna, che è stata sostituita da una più comoda in muratura scavata nel muro e nascosta da una porticina. Agli angoli del pulpito vi sono due colonnine ornate da capitelli corinzi che sormontano due teste d'angelo; alle spalle nel muro si trova come motivo ornamentale un grande stucco a forma di chiocciola.

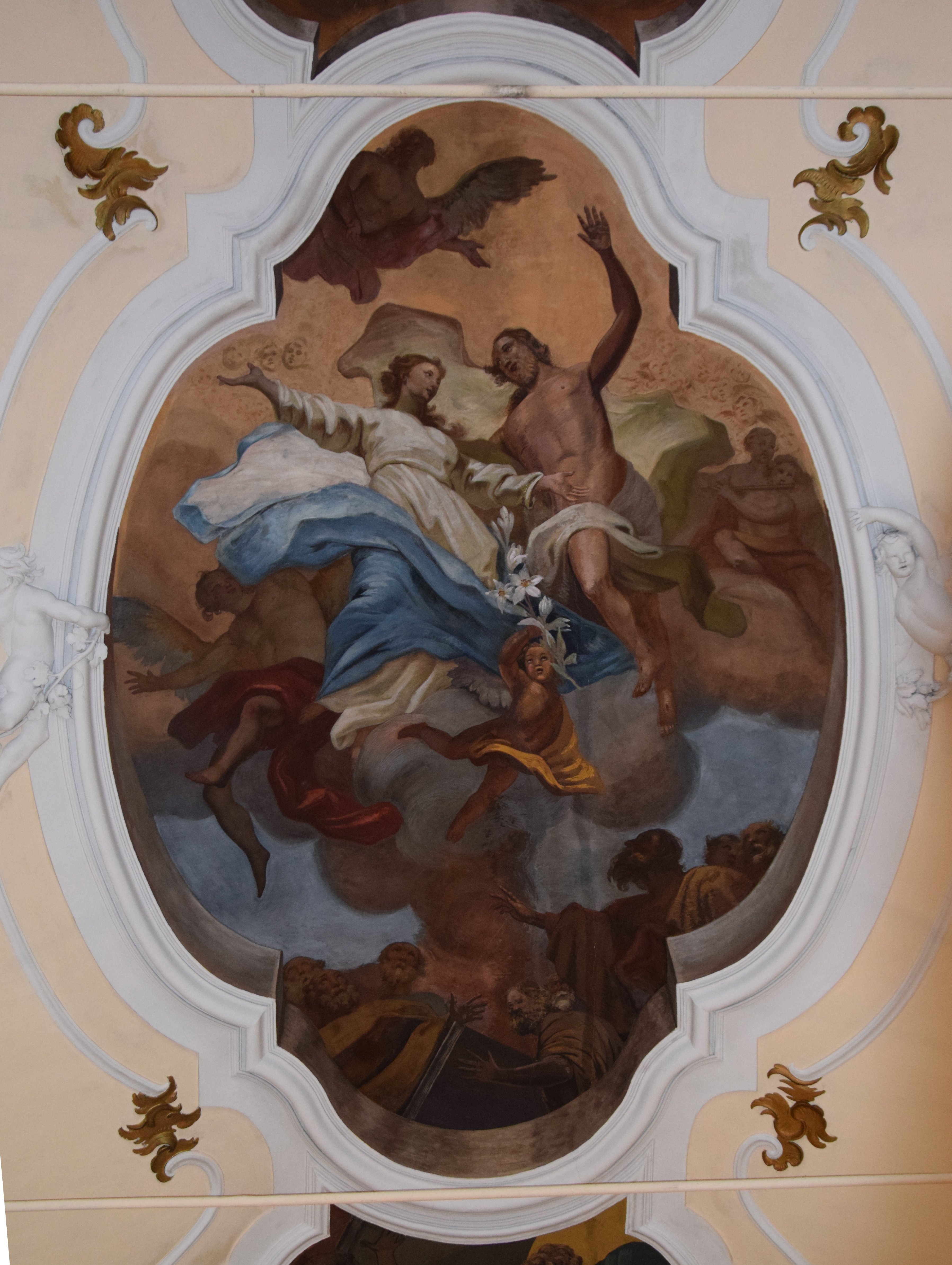
L'Ascensione al cielo di Maria e suo figlio Gesù
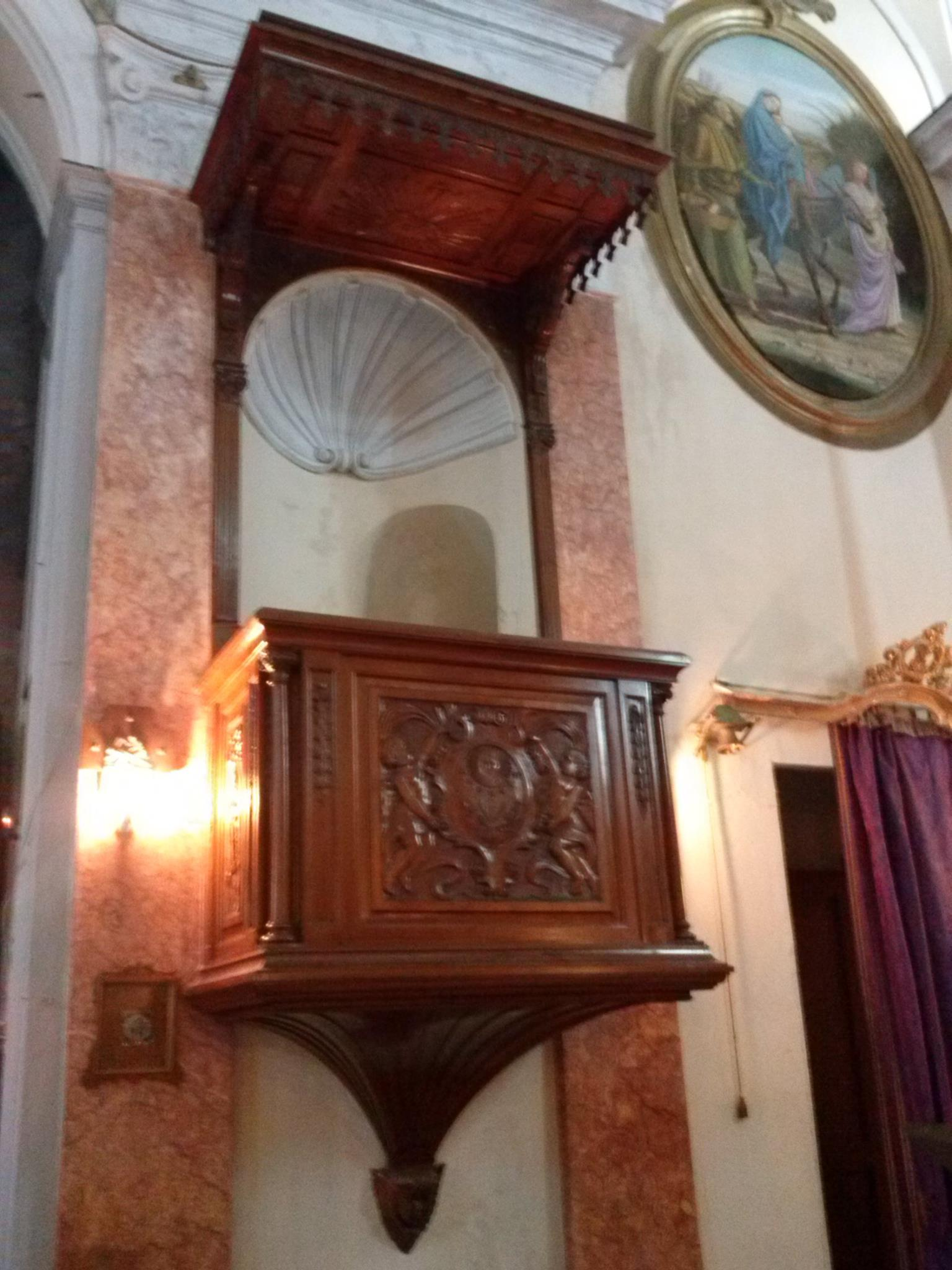
Pulpito in legno
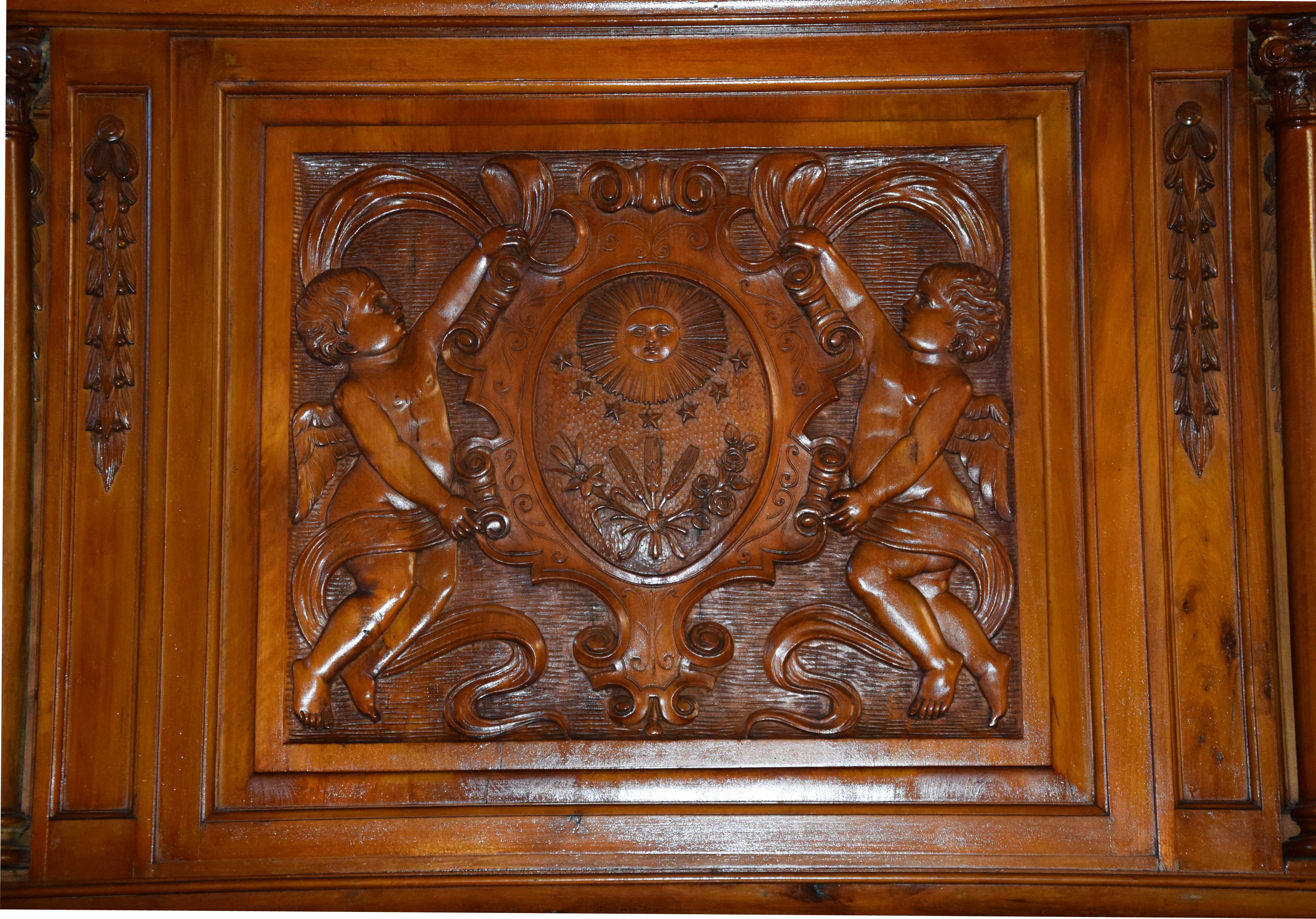
Particolare di intaglio sul pulpito

La cantoria, alla quale si accede tramite una scaletta scavata nel muro, è dotata di un harmonium ed è ornata da una balaustra lignea.

Per accrescere la luminosità della chiesa, nel 1954 è stata posta sotto la cantoria una nuova antiporta in legno con ampi vetri in quattro parti, cioè due porticine laterali e due centrali con il segno della croce inscritta in una circonferenza al centro, opera di Vito Fulco. Per l'occasione è stata rifatta anche la cantoria, facendola poggiare su colonne di cemento con base in marmo. Durante questi lavori inoltre è stato sostituito il primo impianto elettrico (risalente al 1912) e sono stati collocati due fontini di marmo rosso per l'acqua benedetta.

All'esterno di una delle due finestre della cantoria sono collocate due campane.

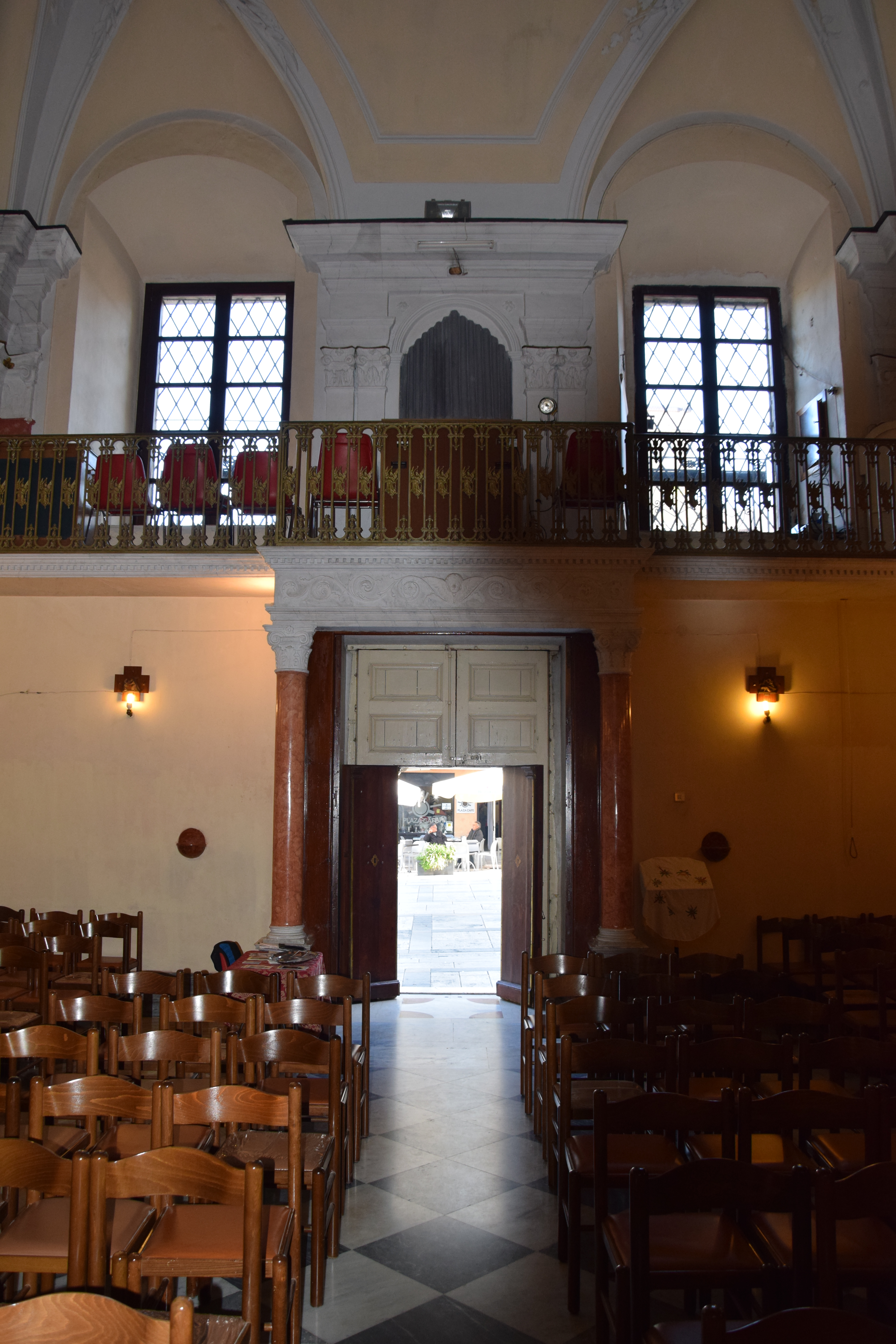
Cantoria e antiporta
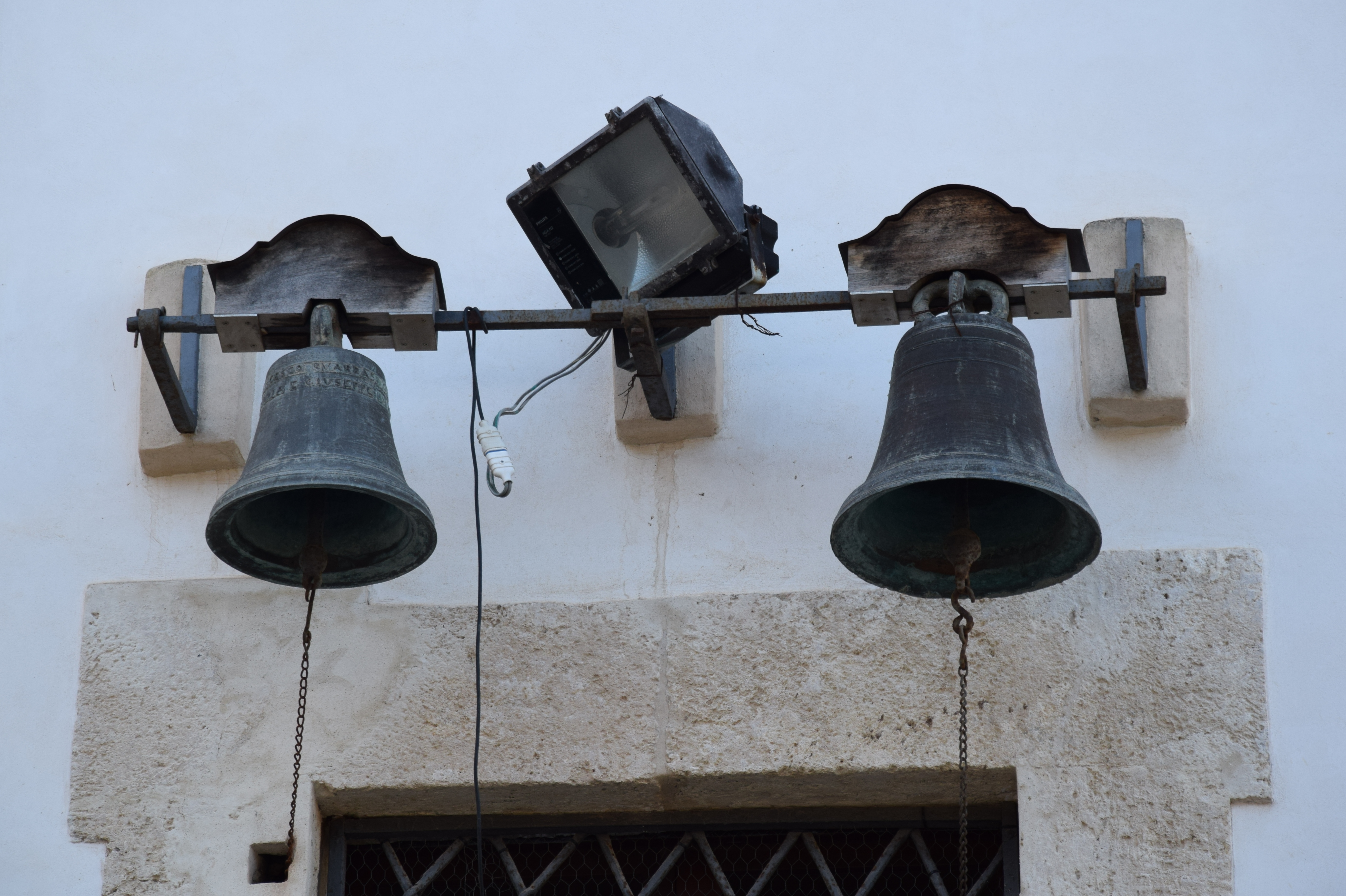
Campane sulla finestra della cantoria
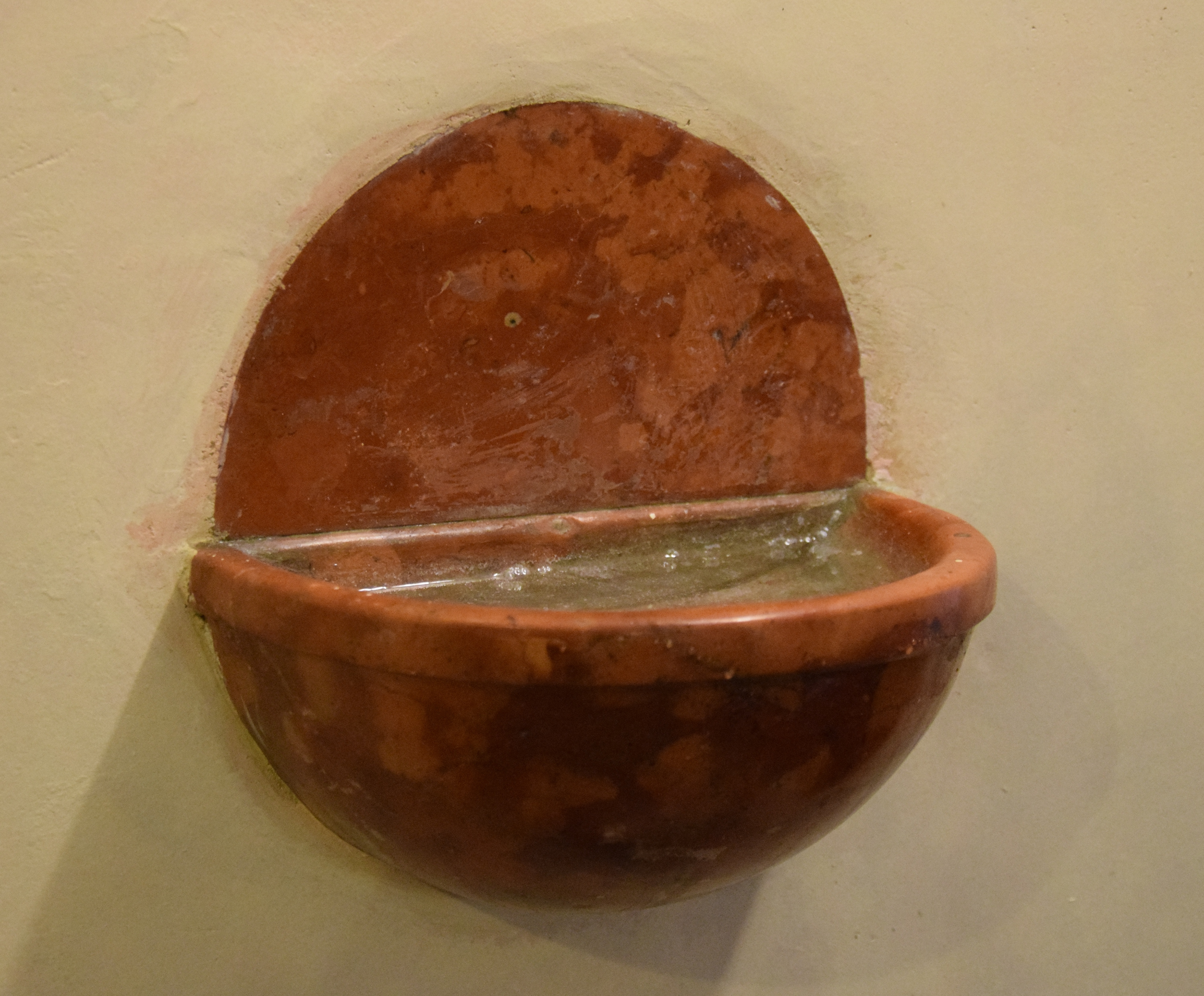
Fontino in marmo per l'acqua benedetta

Il confessionale della chiesa è fornito di due inginocchiatoi ed è collocato in una nicchia scavata nella parete destra della chiesa.
Gli arredi sacri della chiesa, che sono stati realizzati grazie all'opera di beneficenza di Francesco Guarrasi Anna (nato nel 1825 e nominato "Fratello benefattore specialissimo"), sono:
- i parati di colore bianco, rosso e violaceo, lavorati in oro;
- la grande sedia a braccioli di stucco oro e velluto rosso, con quattro sgabelli e una pedana;
- le cartegloria d'argento con stemma della chiesa per l'altare maggiore;
- il turibolo;
- la navicella d'argento;
- la pisside in stile gotico;
- lo stendardo processionale triangolare di velluto con frangia oro;
- un vassoio d'argento;
- un'acquasantiera con aspersorio.

A questi si aggiunge la porta esterna in stile gotico con la gradinata, opera del capomastro Geraci, anch'essa realizzata grazie al benefattore Guarrasi Anna.

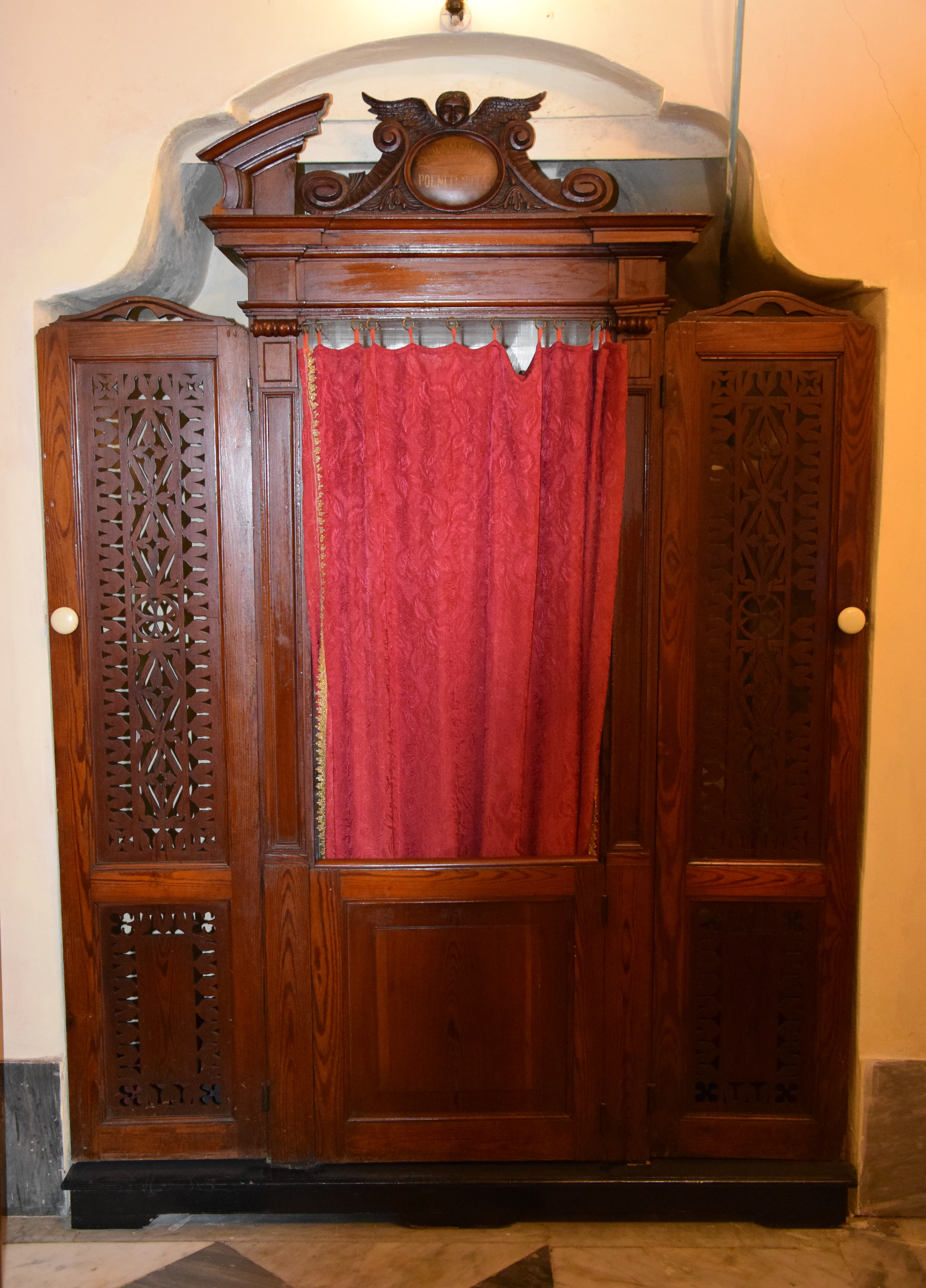
Confessionale
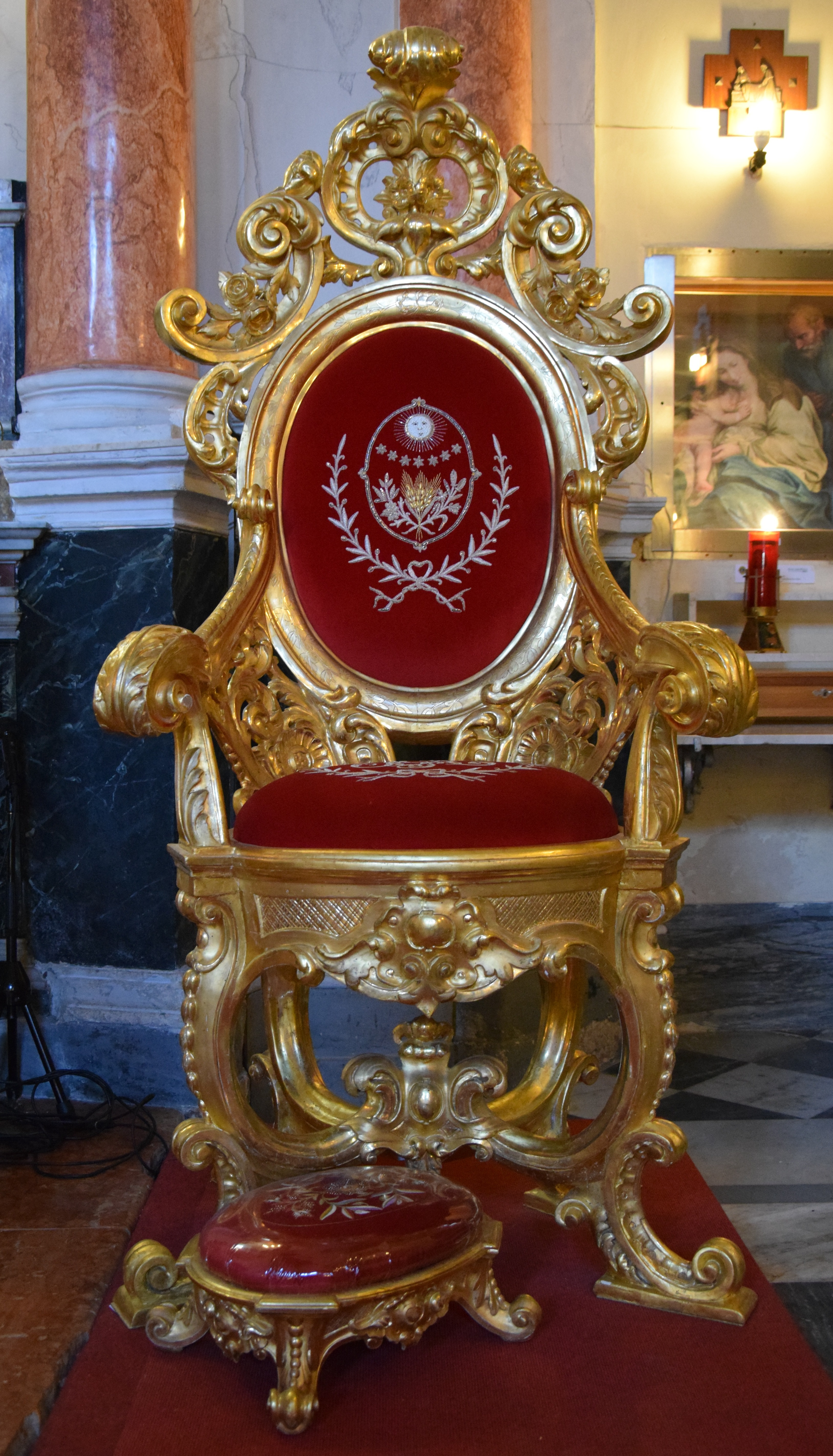
Sedia a braccioli
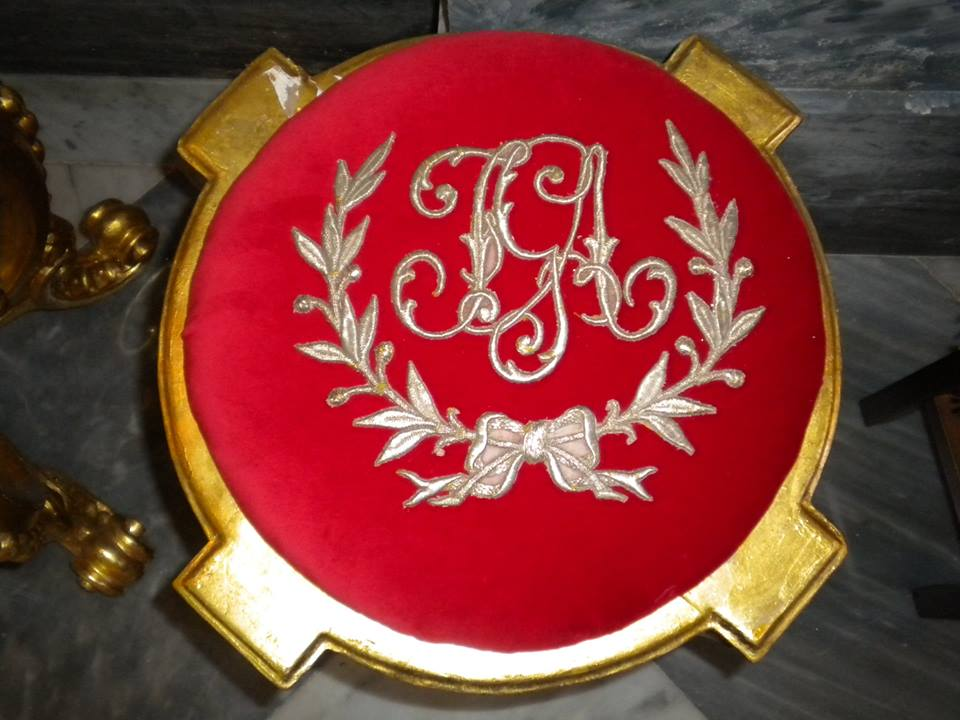
Stemma di Francesco Guarrasi Anna riportato su uno sgabello
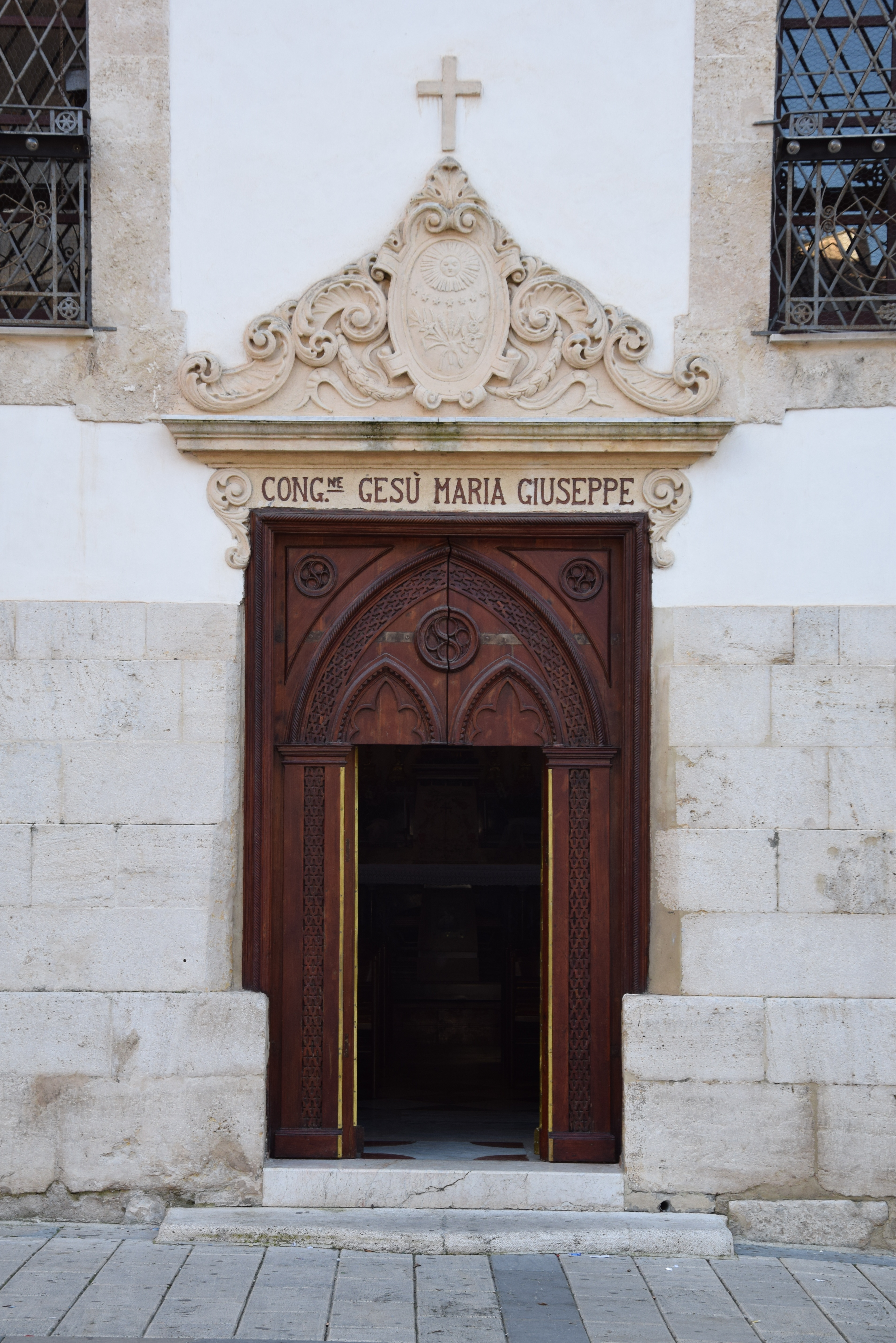
Porta d'ingresso

## Festa del Patrocinio
La congregazione della Sacra Famiglia, fondata il 15 novembre 1824, che opera all'interno di tale chiesa, organizza ogni anno la festa del Patrocinio, costituita nel 1880 da Padre Luigi Pugliesi, che si svolge in piazza Ciullo. Durante la festa viene allestito un palco antistante la chiesa del Gesù dove vengono fatte accomodare alcune persone che rappresentano la Sacra Famiglia, alle quali viene offerto il pranzo, servito dagli stessi membri della congregazione.

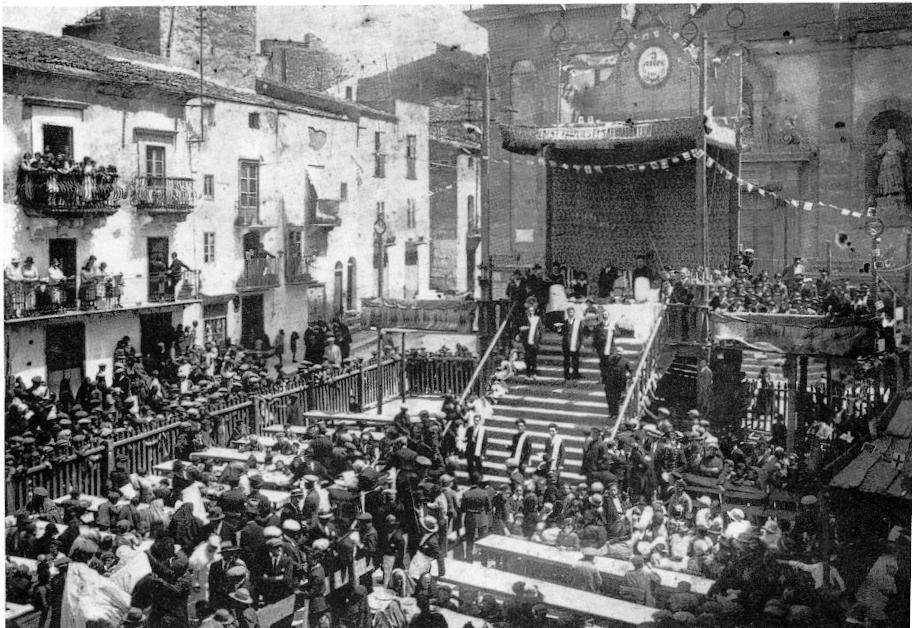
Foto d'epoca della festa del Patrocinio ad Alcamo
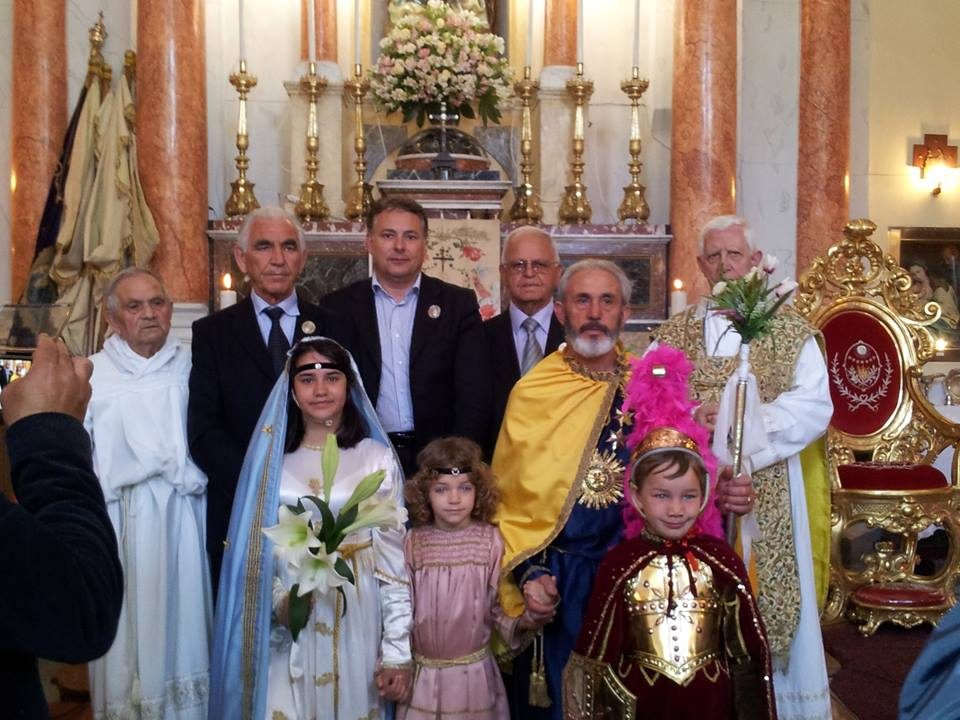
Figuranti con i vestiti della Sacra Famiglia all'interno della chiesa in occasione della festa del Patrocinio